# Karel Van Hecke
Karel (ook Carolus en  Charles) Van Hecke (Destelbergen, 30 juli 1773 - Oosteeklo, 27 maart 1834) was een Belgisch burgemeester van de voormalige Oost-Vlaamse gemeente Oosteeklo.

## Levensloop
De uit Destelbergen afkomstige Karel Van Hecke vestigde zich als notaris in Oosteeklo.
Hij was actief in de gemeentepolitiek van Oosteeklo en was van 1815 tot 1834 burgemeester van de gemeente. Zijn zoon Leo volgde hem op als burgemeester.